# Антимајдан
Антимајдан (укр. Антимайдан, рус. Антимайдан) се односи на бројне демонстрације у Украјини прво усмерене против Евромајдана, а касније и нове украјинске владе. Првобитни учесници су били за подршку кабинету друге владе Азарова, председнику Виктору Јануковичу, и ближе везе са Русијом. Након свргавања Јануковича, Антимајдан се поделио на разне друге групе, које су се делимично преклапале. Они су се кретали од људи који протестују против друштвених болести, преко присталица федерализације Украјине, до проруских сепаратиста и националиста.

## Главни протести Антимајдана по датуму

### Митинзи новембра 2013.
Провладин контрапротест је наводно окупио 10.000 људи 25. новембра. Партија региона је наводно платила својим присталицама 100 UAH₴ за учешће на трочасовном митингу, а присталице су позивале на „изградњу Европе у Украјини [...] али под условима и роковима који су повољни за Украјину“. Према Кијев Посту, демонстранти су држали анти-ЕУ и хомофобичне транспаренте. Дана 29. новембра, на Европском тргу одржан је двочасовни провладин скуп од 3.000 људи. Члан Парламента Партије региона Владислав Лукјанов рекао је окупљенима: „Сигуран сам да се наше кретање ка Европи никада неће променити. Ми подржавамо овај избор. Нека се земља разбије од наших корака. Заједно ћемо победити“. Кијев Пост је поново известио да су дати подстицаји за присуство и описао је службенике како изгледају „да су бескућници; још више изгледају пијани. Гомилу чине углавном мушкарци“. Евроњуз је говорио да су многи „аутобусирани са истока земље где су проруски расположени јаки. И они су носили националне заставе као и заставе владајуће Партије региона“. Многи у гомили су одбили да разговарају за Евроњуз.
Дана 30. новембра, неколико хиљада демонстраната је аутобусима довезено у Харков како би организовали митинг подршке влади на Тргу слободе. Пријављено је око 170 аутобуса на лицу места, а број учесника је према организаторима наводно био преко 70.000; новинске агенције су јавиле да је величина масе била 40.000. Догађај је трајао само 1 сат. Извештаји показују да је учесницима плаћено 50  да присуствују, а извештаји показују да су многи били радници у јавном сектору који нису присуствовали сами себи. Скуп је био и за администрацију и за проевропске интеграције.

### Децембарски скупови 2013.
У Доњецку је 2. децембра требало да се одржи митинг подршке председнику Јануковичу који су организовале Доњецка обласна државна управа и Партија региона, али је отказан због неорганизовања довољног броја људи.
Дана 3. децембра, 1.000 људи је присуствовало митингу у Кијеву који је организовала Партија региона у знак подршке председнику.[14] Истог дана, новинари Еспресо.тв су известили да је Партија региона организовала митинг у Кијеву плаћала 200 ₴50 учесницима путем онлајн огласа за посао.
Дана 4. децембра, 15.000 људи окупило се у Доњецку у знак подршке председнику, од којих су многи довезени аутобусима. Партија региона је демантовала било какве оптужбе о присиљавању било кога да присуствује.

#### Скупови у Маринском парку
Акција митинга и шаторског кампа у знак подршке председнику Виктору Јануковичу и на иницијативу Партије региона почела је 3. децембра у Маријинском парку који се налази у близини зграде Врховне Раде (парламента). Прес служба Партије региона известила је у недељу 6. децембра да је више од 15.000 људи учествовало на провладином митингу тамо. Према подацима градске полиције, претходног дана у парку је било око 3.000 људи, а штампа их је процењивала на 2.000. Полиција је строго чувала овај догађај не само од антивладиних демонстраната, већ и од свих новинара и посматрача.
Како преноси Сегодња, људи који су присуствовали провладином догађају у Маринском парку били су ангажовани или су били обавезни да присуствују, и приморани да остану на унапред одређено време. У једном инциденту 8. децембра, наоружано обезбеђење је против њихове воље држало демонстранте на митингу.
Говорећи под условом анонимности за Кијев Пост, један демонстрант је рекао да су учесници митинга плаћени 300₴ или више како би зарадили новац без одласка на посао. Она се присетила и случајева када их по цео дан нису пуштали ван митинга, док је унутар кампа било нагомилано ђубре и прљави тоалети на терену. Марк Мекинон, виши међународни дописник The Globe and Mail, покушао је да интервјуише демонстранта на текућем Анти-Мајдану, али иако је одбијен, демонстрант му је наговестио да она заправо подржава евромајданске протесте.
У парламенту 13. децембра, лидер Свободе Олег Тјахнибок рекао је да су људи на владином платном списку у медицинском, образовном и другим секторима (такозвани „бјуџетние“ сектори) били малтретирани да дођу на планирани провладин митинг тог викенда; Реаговао је председник парламента и члан Партије региона Володимир Рибак, рекавши да је погрешно вршити притисак на људе и да то мора престати.
Провладин митинг је завршен 23. децембра.

#### Митинг 14–15. децембра 2013. на Европском тргу
Партија региона је 14. децембра саопштила да намерава да одржи митинг на Европском тргу под заставом „Спасимо Украјину“. Бивши председник Леонид Кравчук осудио је потез за стварање другог митинга у граду од стране званичника. Према партијским званичницима, очекивало се да ће 20.000 доћи из Доњецка и 10.000 из Дњепропетровске области. Очекивало се да ће многи други стићи са Крима, Одеске области и низа других региона. Уочи митинга, 12. децембра је објављено да „хиљаде“ становника Дњепропетровска (углавном владини службеници, ученици техничких школа и спортисти) путују у Кијев да би се придружили провладиним скуповима. Интервјуисани су рекли да то раде невољно, и то само два дана, по стопи од 400–500 УАХ₴₴₴ дневно. Такође је објављено да су државни службеници били приморани да се придруже групи под претњом отпуштања. На дан митинга, посланик УДАР-а Роман Череха оптужио је званичнике да доводе децу из склоништа, обећавајући им храну и смештај. Доњецка регионална организација Партије региона је 13. децембра саопштила да ће људима који желе да оду у Кијев бити обезбеђени оброки хране и да ће бити превезени посебно нарученим возом, који плаћа партија. У Одеси је неколико возова у којима је било око 3.000 људи кренуло из града са ученицима и наставницима да учествују на провладином скупу; студенти, неки са Правне академије у Одеси, признали су да ће добити кредит за похађање; други би добили новчану надокнаду. Слично је објављено у Луганску да је преко 1.000 отишло железницом, а они који су присуствовали били су углавном рудари угља из региона. Градоначелник Луганска Сергеј Кравченко је у обраћању навео да ће више од 1.500 становника подржати владу на митингу. У међувремену, у Запорожју је јављено да воз пун 1.600 „спортских мушкараца и радника државних предузећа и компанија“ полази за Кијев. Кондуктери су рекли да је то био приватни, изнајмљени воз са картама које нису доступне јавности. На листи коју је објавила новинарка Татјана Хонченко, Партија региона је изнајмила укупно 27 возова, сваки са просечно по 20 вагона за догађај током викенда како би превезла присталице из целе Украјине у Кијев.
Опозициони лидери Арсениј Јацењук и Игор Мирошниченко издали су упозорење, позивајући се на инсајдерске информације, да власти планирају да искористе велики провладин митинг како би започели грађански сукоб и оправдали увођење ванредног стања, што би захтевало употребу нереда Беркут полиције и војске да очисте Европски трг и Мајдан. Јацењук је посебно упозорио на употребу унајмљених насилника (титушки) који ће се инфилтрирати и почети да праве пустош у проевропском логору прекривеном бојама Европске уније или националних боја. Лидер опозиције Јуриј Луценко је, међутим, позвао на смиреност и уверио да ће провладином митингу присуствовати мирни службеници и студенти које плаћа држава. Олександр Јефремов, шеф парламентарне фракције Партије региона, поновио је: „Ово ће бити искључиво мирне демонстрације, са нашим људима се увек лако слагати... такође ћемо се ослонити на полицију да створи сигуран тампон између два скупа. „Међутим, у изјави посланика Партије региона Вадима Колесниченка признаје се стварање група осветника које се формирају на југоистоку Украјине и широм Крима ради „заштите јавног реда и устава“, као и да је једна таква група у Севастопољу већ била окупљена. 800 регрута; додајући да ће бити укључени у догађаје за викенд. У интервјуу Радија Слободна Европа/Радио Слобода са учесником на дан догађаја, субјект (који је предавао бокс) је открио да су њему и групи других организатори понудили 1.000 УАХ₴₴ да подстакну тучу са демонстрантима на Мајдан .
Прес служба Министарства унутрашњих послова саопштила је 13. децембра за Киив Пост да је провладин скуп добио дозволу да присуствује до 200.000 људи. Према Зеркало Недели, једној од најутицајнијих новина у земљи, Савет за националну безбедност и одбрану Украјине и влада наредили су Министарству одбране да помогне у обезбеђивању безбедности, логистике, распоређивања пољских кухиња и транспорта 200.000 цивила у притвор. провладин митинг у Кијеву за викенд 14–15. децембра. Наводи се да је од Министарства унутрашњих послова затражено да помогне у обезбеђењу оних који долазе у Кијев из других региона земље. Извештај су у медијима пропратили Тхе Инсајдер, УНИАН, и Украјинска Правда. Министар одбране је касније демантовао ове гласине, позивајући се на члан 17. и члан 37. Устава Украјине, који забрањује учешће Оружаних снага Украјине у унутрашњим политичким борбама. Упркос томе, 13. децембра виђено је постављање шатора на имовини Министарства одбране, а у посебном извештају Зеркала Недели откривено је да је Министарство одбране у претходна два дана изводило вежбе, укључујући пописивање опреме (нпр. пољске кухиње, возила) за подршку провладиним протестима. Ресурси су такође пребачени Укпромакорду, снабдевачу хране украјинских оружаних снага. Даље, на дан догађаја сведоци су известили и фотографисали 40 војних пољских кухиња које су служиле провладиним присталицама у Маринском парку.
Премијер Никола Азаров је говорио на митингу и рекао присутнима да Украјина није одбила свој циљ интеграције у ЕУ: „Ми наводно издајемо Украјину и потписујемо [споразум о придруживању] Царинској унији Белорусије, Казахстана и Русије. Оштро поричем ове спекулације“. Изјаве да украјинске власти планирају улазак у ову Царинску унију назвао је „профитирањем“. Азаров је такође позвао: „Не делите Украјину, не правите барикаде“. Азаров је такође рекао да је ЕУ инсистирала на "неприхватљивим условима" за потписивање АА, укључујући увођење геј бракова и закона који штите сексуалне мањине. „Опозициони лидери причају бајке када кажу да само треба да потпишемо споразум [са ЕУ] да бисмо сутрадан почели да путујемо у Европу без виза. Ништа од тога. Тек треба да се придржавамо цео сет предуслова: морамо да легализујемо истополне бракове, морамо да усвојимо законе о равноправности сексуалних мањина и тако даље. Да ли је наше друштво спремно за то?" Азаров је рекао. Азаров је потом отишао у Беч, где одржава раскошан дом.
На догађају, посланик Партије региона Григориј Смитјух позвао је присутне да апелују на руског председника Владимира Путина да снизи цену гаса у Украјини, и ангажовао је масу уз скандирање „Путин! Путин!“
Организатори су тврдили да је присуствовало преко 100.000 људи; полиција је проценила да их је било 60.000, што је такође процењено да је максимални капацитет трга; очевици су оценили да је присуствовало чак 20.000. У 18.00 часова Председник Партије региона Олександр Ефремов најавио је завршетак састанка, дан раније него што је планирано. До краја митинга остало је само 3.000, а до вечери Европски трг је био пуст.
Митинг 15. децембра трајао је од 10:00 до 16:00 часова, а било је разних извештаја да учесници нису у потпуности плаћени за своје време. „Људи су дошли да изразе своју вољу. Плаћали смо им 300 куна дневно. Нисам им обећао новац, ту сам са својим бирачима“, рекао је Артур Мартовицки, посланик из Партије региона.

### Јануарски митинг 2014. у Маринском парку
Још један митинг присталица Партије региона почео је 13. јануара 2014. и наставио се до усвајања државног буџета за 2014. 17. јануара. Према речима организатора, људи на митинг долазе јер желе „стабилност у земљи“ и сматрају да је неприхватљиво кочити усвајање државног буџета. Демонстранти планирају да преноће у шаторском граду у Маринском парку. Према речима организатора, учесници митинга су прикупљали потписе који ће бити послати Градском већу Кијева са захтевом да се центар Кијева ослободи демонстраната, укључујући Хрешчатик и Мајдан Незалежности. Организатори су саопштили да се демонстранти залажу за мирно решење овог питања и да су против насилног растурања проевропског митинга. Интерфакс-Украјина је 13. јануара известио да је у парку постављено десетак шатора и постављени метални штитови окомито на улицу Хрушевског, а иза њих стоје полицајци.
Премијер Азаров је критиковао извештавање о Евромајдану у западним медијима, као и недостатак пажње на 'антимајдан', „Западни медији обраћају пажњу на један трг, а не плаћају за други," и рекао да антимајдан представља све Украјина, док Евромајдан у целини представља само Лавов, Тернопољ и Ивано-Франковск. Тада је изјавио да већина Украјине подржава председника, владу и да више нема интереса за европске интеграције.
Још један митинг присталица Партије региона (који је планиран да окупи до 10.000 учесника) у Мариинском парку почео је 21. јануара 2014. против наводног покушаја „пуча“ од стране демонстраната Евромајдана. Планирано је да се настави до краја нереда у улици Хрушевског 2014. године.

## Други антимајдани
Комунистичка партија Украјине планирала је да окупи 2.000 присталица на митингу 24. новембра 2013. против потписивања споразума са Европском унијом. Комунисти који су присуствовали поставили су шаторе у близини статуе Лењина у Кијеву, са намером да је заштите од вандализма.
Дана 25. новембра у Севастопољу Руски блок и Комунистичка партија Украјине организовали су „антимајдан“. Састанак је одржан у знак подршке придруживању Царинској унији Белорусије, Казахстана и Русије. Претходни митинзи Руског блока претходних недеља укључивали су паљење заставе ЕУ и антивладину и антиукрајинску реторику, 26. новембра, организован је још један протест против Мајдана у Доњецку, који је привукао само 30 студентских демонстраната. Организатори су навели да је Европска унија уништила економије нових чланица и да би улазак донео корупцију и геј бракове. Протест је био супротан про-ЕУ Евромајданском протесту удаљеном 200 метара, који је привукао не више од 50 демонстраната. Сутрадан је у Николајеву одржан мали антимајдански митинг Руског блока и комуниста. На митингу 25. новембра у Луганску, демонстранти су наишли на отпор групе донских козака, који су били против чланства у ЕУ и про-ЕУ демонстранте називали фашистима.
Митинг комуниста 1. децембра у Доњецку окупио је око 200 углавном старијих присталица који су скандирали: „Унија Украјине, Русије и Белорусије је неизбежна“. Следећег дана, посланик Комунистичке партије Украјине Антонина Хромова дала је изјаве у Доњецком регионалном савету, одобравајући употребу силе за уклањање демонстраната у Кијеву, што је пропраћено аплаузом. Она је наставила рекавши да Украјини нису потребне европске вредности, а то су „истополни бракови“ и „афрички свињари“.
Градско веће Севастопоља, на иницијативу Руског блока, одлучило је да апелује на председника и владу Украјине да преоријентишу спољну политику на Русију и њену Царинску унију. Руски блок је такође затражио оставку министра просвете Дмитра Табачника, јер није спречио студенте да учествују на евромајданским протестима. Организација „Руска заједница Севастопоља“ одржала је 8. децембра митинг подршке снагама Беркут за борбу против нереда који су доспели на насловне стране због напада на студенте и новинаре у Кијеву недељу дана раније. Вођа групе Татјана Ермакова изразила је огорчење чињеницом да су, према њеним речима, демонстранти провоцирали и напали трупе Беркута. „Ниједна земља на свету не би дозволила такво безакоње које се већ 17. дан дешава на Мајдану“, рекла је она. У званичном саопштењу Руске заједнице посебно се захваљује снагама за борбу против нереда што су нас „заштитиле од фашиста“, а демонстранте Евромајдана назвало је „нацистима“ и „бандеровцима“.
Лидери Руског блока и руског јединства састали су се 14. децембра са генералним конзулом Русије на Криму Вјачеславом Свитличним и прогласили припрему антимајдана са захтевом за отцепљење Крима од Украјине.
Дана 25. јануара, у Миколајеву је одржан провладин антимајдан, а учесници су углавном описани као углавном млади мушкарци, атлетски настројени и изгледају као титушки. Гомила од 400 људи говорила је против фашизма и држала знаке промовишући јединство Украјине, Белорусије и Русије.
У Симферопољу је 26. јануара одржан митинг против покрета Мајдан, на коме је присуствовало 200 људи. Демонстранти су оптужили новинаре за убијање људи у Кијеву. 1.000 се окупило у Доњецку, уз подршку локалних присталица Региона, комуниста и неокозака; сукоби су изазвали неке повреде.
Комунисти су 1. фебруара у Дњепропетровску одржали митинг подршке спајању Украјине са Русијом и Белорусијом и позвали на увођење полицијског часа, затварање банака и протеривање странаца. У јануару 2015. године, покрет против Мајдана у Русији саопштио је да је спреман да употреби насиље да заустави антивладине и продемократске демонстранте.

## Критике
Неколико новинских кућа је истражило тврдње како би потврдило да су учесници провладиних митинга углавном радили за финансијску компензацију, а не из политичких разлога, и да нису били органски одговор на Евромајдан. „Људи стоје на Евромајдану протестујући против кршења људских права у држави, и спремни су на жртву“, рекао је Алексиј Харан, политиколог на Кијевско Мохиљанској академији у Кијеву. „Људи на Антимајдану се залажу само за новац. Влада користи ове најамнике да изазове отпор. Они неће ништа жртвовати“. Међутим, 42 активиста Антимајдана изгубило је живот у пожару у Одеси 2014. године.

## Наследници Антимајдана
- Украјински фронт, главни наследник Антимајдана који је заменио покрет и ујединио све његове гране
  - Одеска дружина, градска филијала у Одеси
  - Оплот, градска филијала у Харкову
  - Оплот Донбаса (касније - Руска Православнаја Армија), градски огранак Доњецка
  - Армија Југа-Востока, градски огранак у Луганску